# Volim biti zaljubljena
Volim biti zaljubljena je treći album hrvatske pjevačice Lane Jurčević koji sadrži 12 pjesama.

## Pjesme
1. Volim biti zaljubljena
2. Miljama daleko
3. Začaran
4. Zora bijela
5. Ponovo
6. Ostavi žaljenje
7. Pronađi me
8. Otrov
9. Okovi na srcu
10. Zakon ljubavi
11. Marija
12. Zora bijela remix

## Top ljestvice
| Top ljestvica (2009.)                  | Pozicija |
| -------------------------------------- | -------- |
| Službena top ljestivica prodaje albuma | 37.      |